# Pont-de-l’Isère
Pont-de-l’Isère ist eine französische Gemeinde mit 3.683 Einwohnern (Stand: 1. Januar 2022) im Département Drôme in der Region Auvergne-Rhône-Alpes. Sie gehört zum Arrondissement Valence und zum Kanton Tain-l’Hermitage.

## Geographie
Pont-de-l’Isère liegt etwa acht Kilometer nördlich von Valence am Fluss Isère, der etwas südwestlich der Gemeinde in die Rhône mündet. Umgeben wird Pont-de-l’Isère von den Nachbargemeinden La Roche-de-Glun im Norden und Westen, Beaumont-Monteux im Osten sowie Châteauneuf-sur-Isère im Osten und Süden.
Durch die Gemeinde führen die Autoroute A7 und die Route nationale 7. 

## Geschichte
Durch die Gemeinde führt die alte Römerstraße, die Via Agrippa.
1856 wurde die Gemeinde La Roche-de-Glun aus der Gemeinde Pont-de-l’Isère herausgelöst und ist seitdem eigenständig.

## Bevölkerungsentwicklung
| Jahr                       | 1962 | 1968 | 1975 | 1982 | 1990 | 1999 | 2006 | 2018 |
| -------------------------- | ---- | ---- | ---- | ---- | ---- | ---- | ---- | ---- |
| Einwohner                  | 653  | 1135 | 1304 | 2477 | 2770 | 2688 | 2620 | 3538 |
| Quellen: Cassini und INSEE |      |      |      |      |      |      |      |      |

## Sehenswürdigkeiten
- Denkmal über den 45. Breitengrad

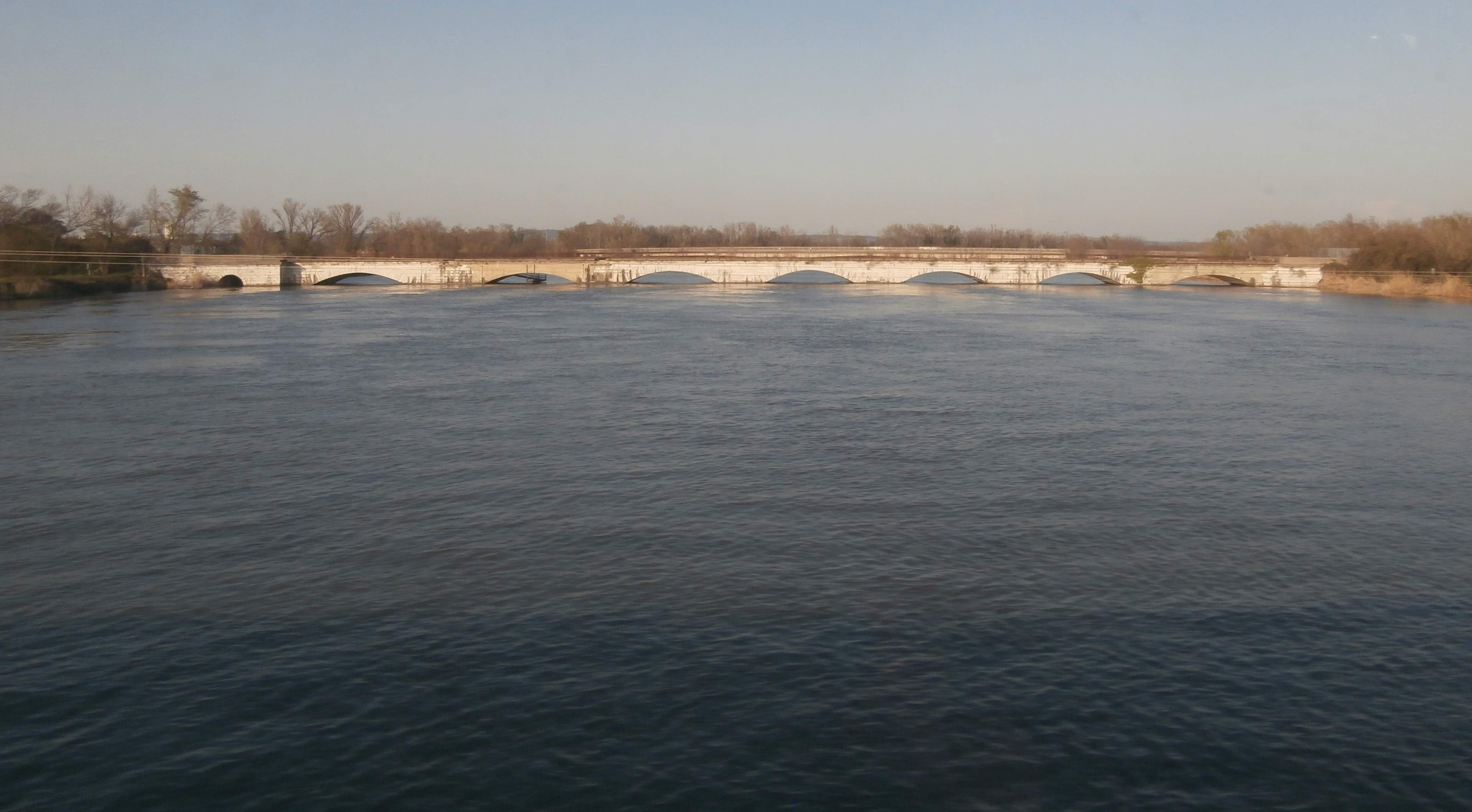
Brücke über die Isère

- Schloss Beauséjour, im 18. Jahrhundert umgebaute Burg
- Brücke über die Isère
- Kirche Notre-Dame-de-l’Assomption

## Gemeindepartnerschaft
Mit der italienischen Gemeinde Ziano Piacentino in der Provinz Piacenza (Emilia-Romagna) besteht eine Partnerschaft.